# Chiropsoides quadrigatus
Chiropsoides quadrigatus es una especie de medusa de caja en la familia Chiropsalmidae.
Esta medusa tiene un veneno mortal y se le teme llamándola " medusas habu" (ハブクラゲ Japonés: Habu-kurage?) en la prefectura de Okinawa.